# Maison Denis frères
La Maison Denis frères (nom historique), puis Denis Group et désormais Maison Denis, est une entreprise d'origine française spécialisée depuis 1862 dans le négoce, l'import-export et le transport maritime de marchandises et toujours dirigée par la famille Denis, au sein d'une holding suisse, avec des filiales présentes sur les cinq continents.

## Histoire

### Origines

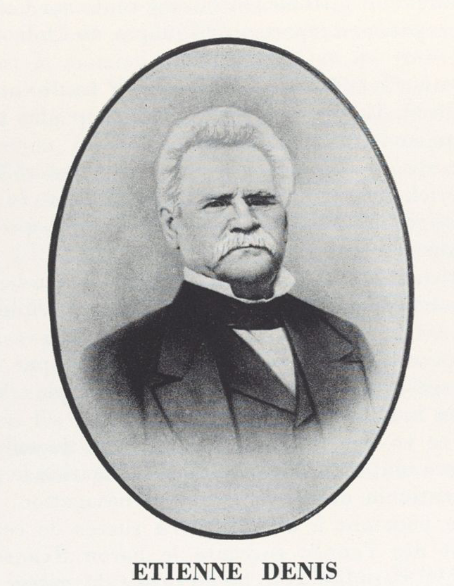
Portrait du fondateur.

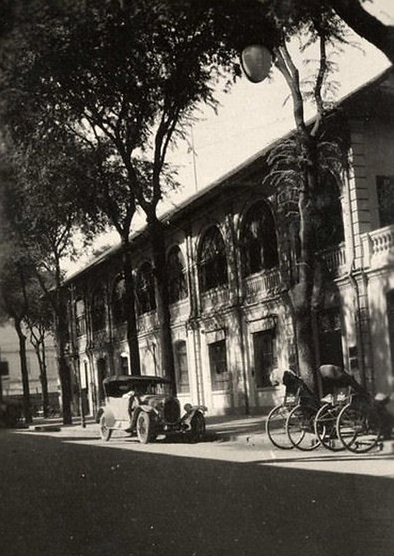
Photographie du premier établissement, à Saïgon (1925).

À l'origine de cette entreprise, on trouve Étienne Denis (1799-1879) dont le père, né en lorraine, fils de clerc, avait, comme officier, participé aux guerres de l'Empire avant de se retirer à Blaye. Étienne, comme beaucoup de ses camarades bordelais, ne put résister à l'appel de la mer. Il embarqua très jeune, devint capitaine au long cours en 1826. Il fit naufrage en Floride, puis au Pérou en 1829, et, comme tant de marins de l'époque, fit campagne partout, en Argentine, au Chili, en Océanie dont à bord du Superbe... et tout particulièrement, pendant ses huit dernières années de navigation active, sur les routes de cette Chine qui intéressait aussi beaucoup de ses amis ou parents armateurs, tels que la famille Balguerie.
Étienne Denis fonde une société d'armateur en 1849 à Bordeaux après avoir établi deux comptoirs de commerce à Rio et Callao. Il a quatre fils : Alfred (1834-1874), Émile (1835-1896), Gustave (1837-1904) et Alphonse (1849-1933). Le père Denis fait entre autres construire en 1861 le clipper La Mouette qui appareille le 2 juin 1862 avec à son bord Gustave comme capitaine et Émile, en direction de Saïgon. Les deux frères fondent en novembre de la même année un bureau de négoce, dont l'objectif est d'organiser l'importation et l'exportation de marchandises entre la Cochinchine et l'Europe. Les bureaux sont construits quartier Cholon, rue no 5, dans ce qui deviendra en 1865 la rue Vannier, puis une « rizerie » pour l'entreposage du riz, au bord de la rivière de Saïgon (Sông Sài Gòn) en 1864. La Maison Denis frères est née et se spécialise dans un premier temps dans l'export de riz et de poivre.
Dès février 1866, plusieurs navires sont remorqués entre Hong Kong (un bureau ouvert par Gustave), Batavia et Saigon par les services de cette maison faisant office à la fois d'affréteur et de courtier maritime.

### Développement

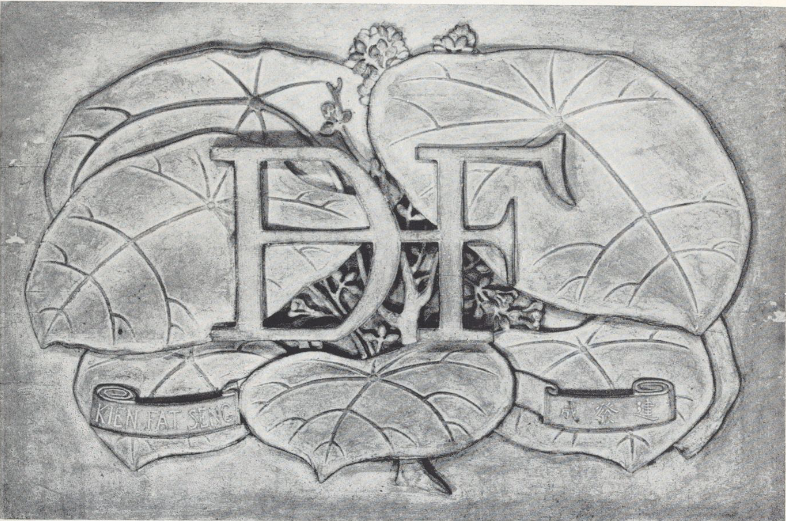
Marque de la Maison (vers 1900) sur fond de Brownlowia denysiana, et la devise Construire - Développer - Réussir inscrite en chữ quốc ngữ.

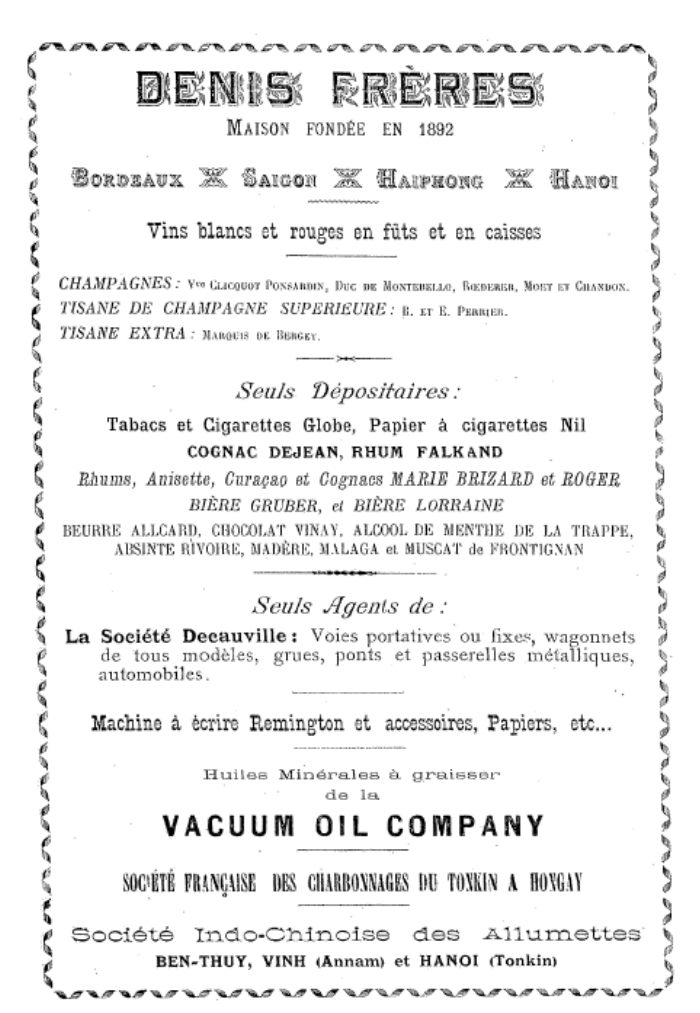
Publicité de 1908.

Durant les premières années, les quatre frères sont régulièrement postés à Saigon. L'aîné, Alfred, arrivé en 1863, ne supportant pas le climat, revient à Bordeaux, secondant Émile qui gère les affaires sur Bordeaux avec leur père ; ils développent dès 1877 l'exportation de vins et spiritueux du bordelais. Ce sont en fin de compte Gustave puis le jeune Alphonse, arrivé en 1868, qui passent le plus de temps à Saigon. Le premier devient président de la chambre de commerce de Saigon en 1874. À cette époque, la liaison avec Singapour est acquise et la maison commence à faire publicité de ses services et tarifs. Le 11 avril 1880, ils fondent la société en nom collectif Denis frères à Saigon au capital de 300 piastres, en lien avec le bureau bordelais. En 1882, ils fondent la « Riserie saïgonnaise » (décorticage et blanchiment) ; construite sur la rade de la ville, elle permet aux navires d'accoster au bord de ces installations, facilitant le chargement d'environ 300 tonnes de riz blanc par jour. Quatrième installation de ce type dans la région, elle prend en moins de dix ans l'ascendant sur ses concurrents. En 1883, ils ouvrent deux nouvelles agences, l'une à Hanoï et l'autre à Haïphong, ainsi qu'une ligne d'escales à Colombo, Semarang et Surabaya. Durant l'exposition universelle de Paris en 1889, la Riserie saïgonnaise obtient une récompense pour son riz décortiqué. Au riz, s'ajoutent l'export de thé et d'épices. Durant les années 1890 le siège saïgonnais, rue Catinat, propose quantités de services et de produits. Une scierie est fondée afin d'exporter des bois tropicaux. Denis frères participe ensuite à la fondation d'une usine produisant du zinc avec le lancement en 1907 de la Société des Mines de Tràng Da (à Tuyên Quang). Une publicité publiée en 1892 donne l'étendue de l'offre et du réseau. En juin 1906, la maison s'active pour convaincre le Gouvernement colonial français de stabiliser la piastre indochinoise au taux de 2,75 francs.

### Apogée (1912-1940)
En février 1912, Alphonse Denis fonde la Compagnie Franco-Indo-Chinoise, société anonyme au capital de 1 million de francs et basée à Paris ; il a pour associés des personnalités du monde du commerce maritime originaires de Bordeaux, Dunkerque, Le Havre et Marseille. En juillet 1921 est fondée, avec le soutien de la banque Octave Homberg, la Société cotonnière de Saïgon, au capital de 6 millions de francs, qui a pour objet la filature de coton et toutes opérations s'y rattachant. En 1923 est fondée la Compagnie côtière de l'Annam en partenariat avec la Société Forestière et des Allumettes (SIFA), qui permet de relier par cabotage tous les petits ports de la région. En 1927, la Riserie saïgonnaise est également transformée en société anonyme, au capital de 540 000 piastres, et siégeant à Saïgon. En 1929, elle est absorbée par la Société des Riz d'Indochine Denis Frères, fondée en 1923. La société des Brasseries et Glacière indochinoise (BGI) est fondée en septembre 1927 au capital de 1,75 million de piastres, qui reprend les Établissements V. Larue frères, sous la présidence d'Étienne Denis junior (1889-1962), et les centres de production sont à Phnom Penh et Mytho. Pour le siège de la BGI (Saïgon), il est fait appel à l'architecte Paul Veysseyre (cabinet de Shanghai),. En 1929, Denis frères se lance dans une politique de reboisement en fondant la Société civile de plantations de filaos, qui est une filiale de l'Union financière d'Extrême-Orient (UFEO), dont le capital est de 15 millions de francs, et qui est contrôlée par la famille Denis.
Le groupe devient en fait une vaste holding, travaillant en étroite collaboration avec entre autres la Banque de l'Indochine et pratiquant l'intégration verticale. Ainsi, grâce à un montage financier effectué en 1925, elle acquiert des plantations de thé, par le truchement de la Société indochinoise de commerce, d'agriculture et de finance (SICAF), dont sont également actionnaires le Crédit mobilier français, les banques Hottinguer et Rodocanachi, les Messageries fluviales de Cochinchine, et Harrisons & Crosfield (Londres), et forme la Société agricole du Kontum au capital de 600 000 piastres, qui fusionnera en 1933 avec Les Plantations indochinoises de thé (PIT). En 1936, sont lancées les Tabacs d'Indochine, avec un capital de 101 000 piastres, qui regroupe les précédents investissements dans ce secteur de Denis frères, à savoir dès 1920, avec le lancement de la marque de cigarettes Globe. D'autres sociétés apparaissent comme la Compagnie d'équipement industriel, la Société des eaux et de l'électricité, les Constructions mécaniques de Haïphong, les Chantiers et ateliers réunis d’Indochine, etc.
La fin des années 1930 voit la fondation de la Compagnie maritime Denis Frères (CNDF) qui reprend les actifs de la Compagnie côtière de l'Annam, et qui comprend des navires, comme le Tran Ninh, le Kontum, le Francis Garnier, le Jean Dupuis, le Gouverneur Général Pasquier, le Song Giang, le Tahure. Durant la guerre, une grande partie de cette flotte est détruite.

### Après guerre

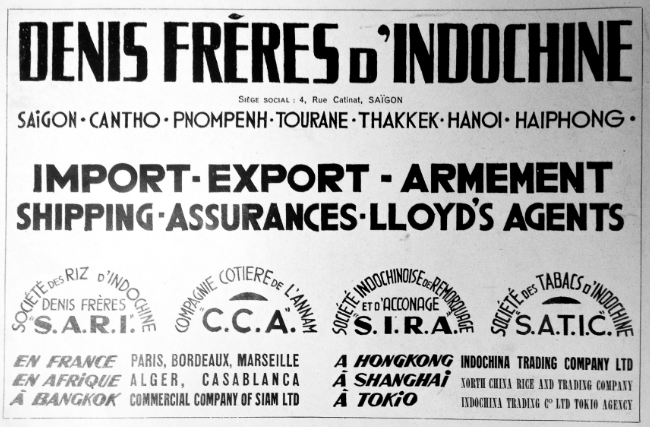
Publicité en 1949.

La guerre, l'occupation japonaise (1941-1945), vont paralyser les activités de la maison. La flotte fut en grande partie détruite pendant les hostilités. En 1948, la compagnie recevait deux navires américains à chauffe au charbon type « Park » de 4 700 tpl, et deux caboteurs américains de 800 tpl. En 1949, elle relance ses activités dans cette région sous le nom de « Denis Frères d'Indochine ». En 1951, elle se lance dans le transport de passagers, reliant les ports du pays quand la création de l'État du Viêt Nam divise le trafic par deux. Denis frères décide de se désengager peu à peu de l'ex-Indochine française ; en 1954, le groupe rachète la Maison Alfred Clouët implanté à Malaya depuis 1892 ; en 1962, l'année du centenaire, elle prend le contrôle de la Société industrielle et commerciale de l'Émyrne (SICE, Madagascar). La CNDF tenta de se développer dans les années 1960 en Méditerranée mais échoua. Elle eut plus de succès sur la côté ouest-africaine, et avec Singapour, sous la direction de François Bureau (1917-1994). Il s'associa à Tristan Vieljeux en 1972. À cette époque, présidé par Alphonse Denis (1924-?) — qui a eu cinq enfants : Pascale, Étienne, Isabelle, Daniel et Édouard —, le groupe Denis frères comprend Denis Frères S.A., Denis Frères Bordeaux S.A., La Compagnie Commerciale pour le Riz et l'industrie (SARI) S.A., et la CNDF. La maison détient des participations dans les Brasseries et Glacières de l'Indochine (revendue ensuite à Castel), la Compagnie Franco Indochinoise, les Établissements Maurel et Prom, et les Établissements J. Abile Gal.
Englobée au sein du Denis Group Holding SA fondé en novembre 1970, désormais basé en Suisse,, cet ensemble de sociétés et d'activités est toujours dirigé par des descendants du fondateur, Daniel et Nicolas Denis, qui ont décidé de rebaptiser en 2022 le groupe sous le nom de Maison Denis. Le siège opérationnel est à Singapour, dans le Denis Group Building. Les marques alimentaires Ayam Brand, Alce Nero Asia, Greyys, Duchef, Guinea's, Noblekitchen, Richman, Yumeat font partie de son portefeuille.